# فيرنون ر. يونغ
فيرنون ر. يونغ (بالإنجليزية: Vernon R. Young)‏ هو عالم كيمياء حيوية بريطاني، ولد في 15 نوفمبر 1937 في دنبيشير في المملكة المتحدة، وتوفي في 30 مارس 2004.